# Pygoctenucha terminalis
Pygoctenucha terminalis är en fjärilsart som beskrevs av Walker 1854. Pygoctenucha terminalis ingår i släktet Pygoctenucha och familjen björnspinnare. Inga underarter finns listade.